# 선단 철로
선단 철로(瀋丹鐵路)는 중화인민공화국 철도부의 철도 노선으로, 둥베이 지역의 랴오닝 성의 선양 시와 단둥 시를 연결한다.
일단, 전체의 중화인민공화국 노선이 선양 철도국에 속해 있으며, 중국과 북한을 연결하는 주요 철도 중 하나에 속한다. 개통 당시의 명칭은 '안봉선(安奉線)'이었다.

## 노선 정보
- 구간과 거리: 선양역~단둥역 277km
- 역수(驛數): 39개(양단역 포함)
- 궤도간격: 1,435mm(표준궤)
- 복선구간: 쑤지아툰역(蘇家屯驛)~난펀역(南芬驛), 치지아빠오역(祁家堡驛)~차오허커우역(草河口驛)
- 전철화구간: 전 구간

## 연혁
- 처음에는 안둥 역(安東驛, 지금의 단둥역)과 펑톈 역(奉天驛, 지금의 선양역)을 연결하는 경편철도(輕便鐵道)의 형태로 개통되었다.
- 1911년 11월 11일: 철로가 표준궤로 변경됨. 이후 압록강철교가 완성되어 경의선(현재의 평의선)과 신의주역에서 연결됨.
- 1944년 9월: 수송량이 증가하여 전 구간이 복선화됨.
- 제2차 세계대전이 끝난 후 수송량이 감소하여 전 구간이 단선화되고 '선안 선(瀋安線)'으로 개칭됨.
- 1965년 안둥 시가 단둥 시로 이름이 변경되어 본선은 '선단 선(瀋丹線)'으로 개칭됨.

## 같이 보기
- 남만주철도
- 선단 고속철도